# 華中烏蘞莓
华中乌蔹莓（学名：Cayratia oligocarpa）为葡萄科乌蔹莓属的植物，是中国的特有植物。分布于中国大陆的贵州、湖北、云南、四川、陕西等地，生长于海拔400米至2,000米的地区，一般生于山谷以及山坡林中，目前尚未由人工引种栽培。

## 异名
- Cayratia oligocarpa (Levl. et Vant.) Gagn. var. glabra (Gagn.) Rehd.